# Rue Armand Swevers
La rue Armand Swevers est un clos bruxellois de la commune d'Auderghem dans le quartier Melati qui donne sur l'avenue Henri Strauven sur une longueur de 150 mètres.

## Historique et description
Cette voie reçut le 2 octobre 1959 le nom du soldat Armand Henri Swevers, né le 7 mars 1895 à Auderghem, tué le 24 mai 1940 à Gravelines en France lors de la Seconde Guerre mondiale.
La rue se situe au milieu du domaine qui portait le nom de Roodenbergveld au XIXe siècle.
- Premiers permis de bâtir délivrés pour les n° 23 et 24.